# Darja Andrejewna Dmitrijewa

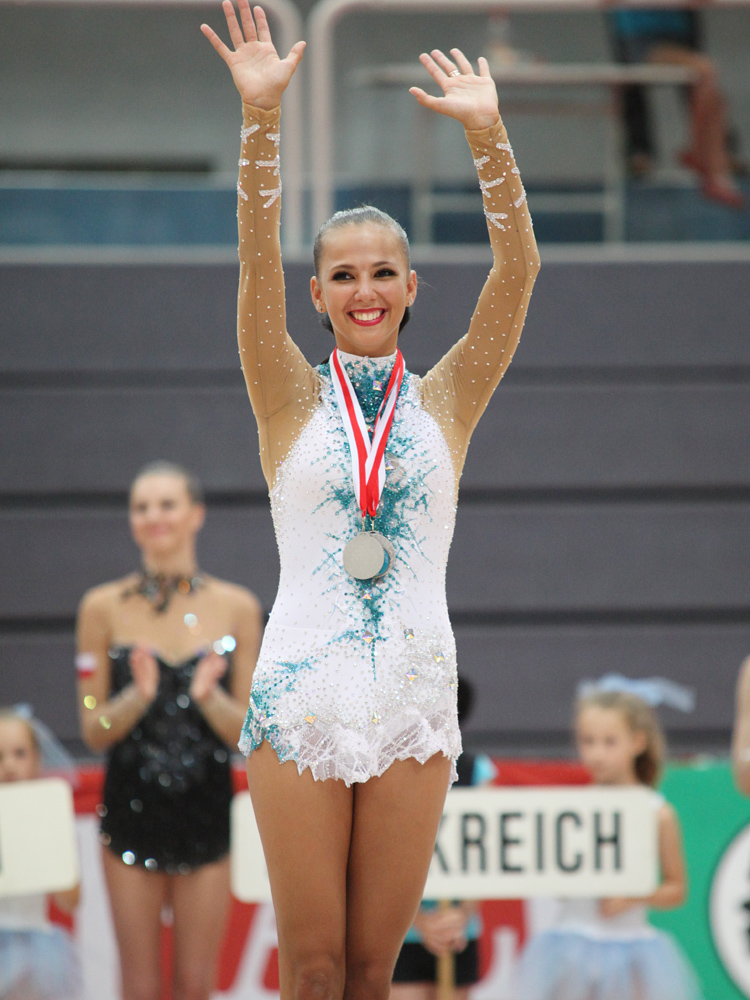
Daria Dmitrieva (2012) beim Österreich-Grand-Prix.

Darja Andrejewna Dmitrijewa (russisch Дарья Андреевна Дмитриева; * 22. Juni 1993 in Irkutsk, Russland) ist eine russische rhythmische Sportgymnastin. Zu ihren größten Erfolgen gehören zwei Silber- und zwei Bronzemedaillen bei der Sportgymnastik-Weltmeisterschaft 2010 in Moskau, eine Silbermedaille bei der Europameisterschaft 2011 in Minsk und eine Silbermedaille bei den Olympischen Sommerspielen 2012 in London.

## Sportliche Laufbahn
Darja Dmitrijewa stammt aus Irkutsk in Sibirien, wo sie auch mit der Sportgymnastik begann. 2009 überraschte die damals noch unbekannte Turnerin mit dem Gewinn des international bedeutenden Gymnastik-Turniers in Corbeil-Essonnes in Frankreich. Sie wurde Teil des russischen Nationalteams und nahm seitdem auch mehrfach erfolgreich an internationalen Meisterschaften teil. Ihre persönliche Trainerin ist Olga Bujanowa, die bereits mehrere international erfolgreiche russische Gymnastinnen gecoacht hat.